# Горбах (Південно-Західний Пфальц)
Горбах (нім. Horbach) — громада в Німеччині, розташована в землі Рейнланд-Пфальц. Входить до складу району Південно-Західний Пфальц. Складова частина об'єднання громад Вальдфішбах-Бургальбен.
Площа — 5,30 км2. Населення становить 514 ос. (станом на 31 грудня 2020).